# عقاب ماهی‌گیر شرقی
عقاب ماهی‌گیر شرقی (نام علمی: Pandion cristatus) نوعی پرنده شکاری از راسته بازسانان است.